# ریچارد جان کریپول
ریچارد جان کریپول (انگلیسی: Richard Cripwell؛ زادهٔ ۱۹۶۲ (۶۲–۶۳ سال)) فرد نظامی اهل بریتانیا است. وی همچنین برندهٔ جوایزی همچون نشان حمام و نشان امپراتوری بریتانیا شده‌است.